# Маленький контрабандист
«Маленький контрабандист» (пол. Mały szmugler) — стихотворение польской поэтессы Хенрики Лазоверт, написанное в Варшавском гетто. Повествует о ребёнке, который с риском для жизни совершает вылазки на «арийскую сторону» с целью добыть пропитание для своей семьи.

## История создания

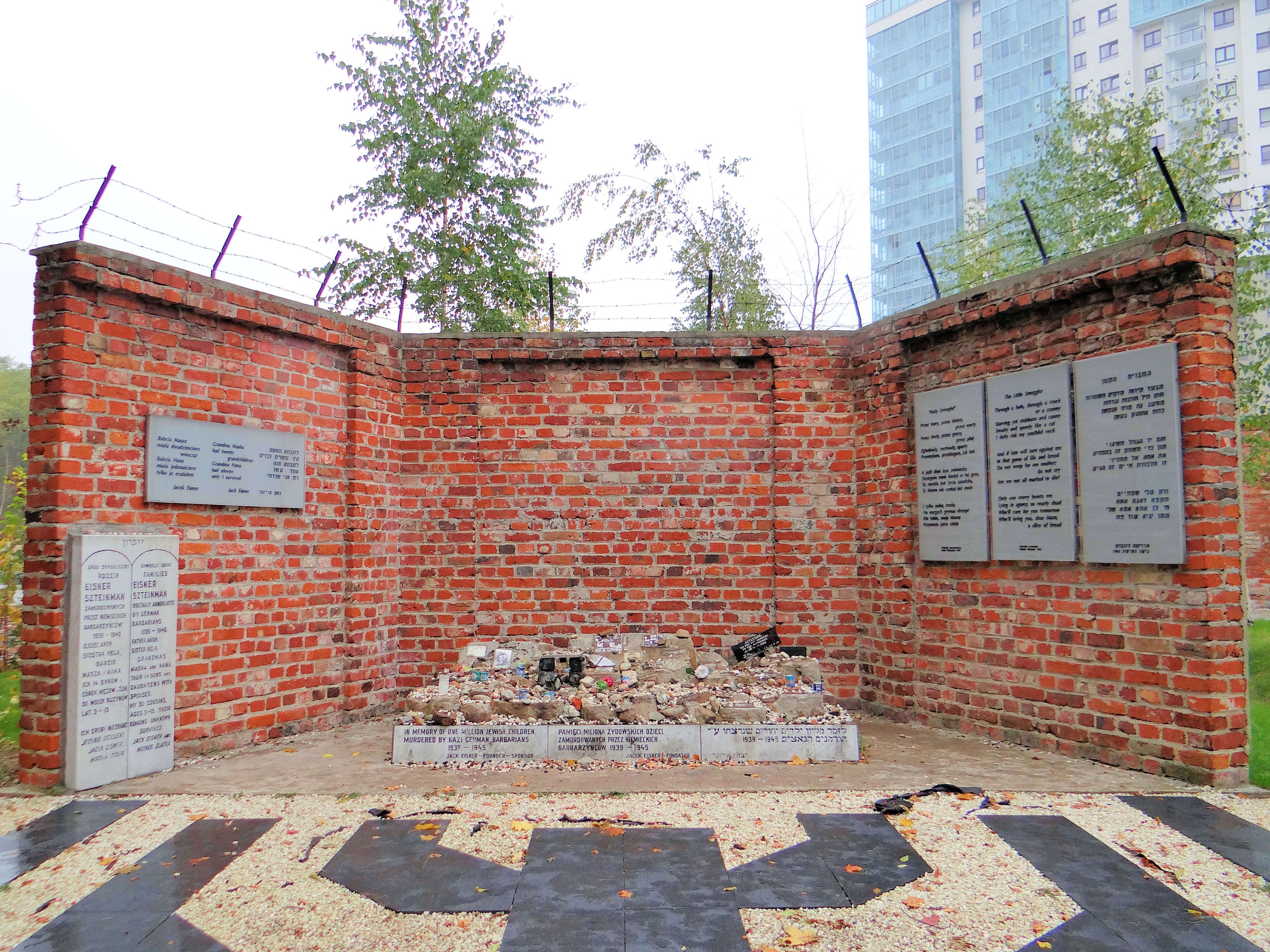
Мемориал детям — жертвам Холокоста с тремя строфами «Маленького контрабандиста»

В 1941 году ежедневный выдаваемый нацистами по карточке паёк составлял для немцев 2613 калорий в день, для поляков 669, а для евреев лишь 184, что существенно ниже минимальной потребности для жизни. По этой причине в Варшавском гетто восемьдесят процентов всех потребляемых продуктов получалось через нелегальную контрабанду. Шанс не умереть голодной смертью имели только приближённые к контрабандным путям и очень состоятельные обитатели гетто, имевшие возможность закупать продукты на чёрном рынке по заоблачным ценам. Для большинства людей основной надеждой стали дети, не обязанные до 12 лет носить «жёлтую звезду» и способные проскальзывать в небольшие лазы и канализационные коммуникации, по несколько раз в день совершавшие вылазки за пропитанием на «арийскую сторону». Эти «дети-герои», как отмечает исследователь Ричард Лукас, спасли или продлили жизни огромному количеству взрослых, но сами при этом зачастую гибли от пуль немецкой полиции.
В гетто Хенрика Лазоверт была вовлечена в социальную работу, а также сотрудничала с архивом Онег Шабат, для которого документировала гибель десятков тысяч еврейских семей от голода. При этом Лазоверт посещала литературные вечера и не прекращала писать стихи. Самой известной её работой стало стихотворение «Маленький контрабандист», которое в переводе с польского языка на идиш пользовалось в гетто большой популярностью и, будучи положенным на музыку, с успехом исполнялось Дианой Блюменфельд. Стихотворение, прочтённое Хенрикой Лазоверт в августе 1941 года, настолько глубоко тронуло сердца современников, что, по сообщению Эмануэля Рингельблюма, люди желали установить памятник воспетому в нём безымянному контрабандисту сразу по освобождении гетто.
Этим планам не суждено было сбыться, поскольку Варшавское гетто освобождено не было; оно подверглось поэтапной ликвидации, проходившей в течение нескольких месяцев, начиная с июля 1942 года. Сотни тысяч его обитателей, которым посчастливилось не умереть ранее от голода и болезней, были убиты, а городские районы, где располагалось гетто, нацисты сравняли с землёй. Автора стихотворения Хенрику Лазоверт вместе с матерью Блюмой Лазоверт депортировали в лагерь смерти «Треблинку», где по прибытии они были умерщвлены в газовых камерах.

### Первая публикация
Написанное в 1941 стихотворение впервые было опубликовано в 1947 году в антологии стихов о жизни евреев в годы нацистской оккупации, составленной польским поэтом Михалом Борвичем и вышедшей под названием «Pieśń ujdzie cało: antologia wierszy o Żydach pod okupacją niemiecką». Борвич являлся в то время руководителем краковской Центральной еврейской исторической комиссии, которая и выступила издателем книги. В том же году (в год окончательной коммунизации Польши) он эмигрировал во Францию и провёл остаток жизни в Париже.

### Дальнейшая судьба
Три строфы оригинального текста стихотворения вместе с их переводами на английский и на иврит сегодня начертаны на одной из панелей варшавского Мемориала детям — жертвам Холокоста. По словам Дженни Робертсон, тысячи людей посещают ежегодно мемориал и читают строки, обращённые, как и прочие работы Лазоверт, непосредственно к сердцам её слушателей. По мнению исследователя Ричарда Лукаса, они стали своеобразной эпитафией миллиону детей, уничтоженных в годы Холокоста.
Существует несколько версий перевода названия стихотворения на английский язык. В то время как чаще всего используется вариант «The Little Smuggler» (с англ. — «Маленький контрабандист»), в одном из переводов работа обозначена как «To the Child Smuggler» (с англ. — «К ребёнку-контрабандисту»). Последний вариант лишён задуманных автором коннотаций с прилагательным «mały» (с пол. — «маленький») и к тому же, по замечанию историка Самуэля Кассова, противоречит форме повествования в стихотворении, поскольку ведётся оно от первого лица.

## Текст
По мнению литературоведов, характер маленького контрабандиста в поэме Лазоверт идеализирован.
| Оригинал на польском Przez mury, przez dziury, przez warty Przez druty, przez gruzy, przez płot Zgłodniały, zuchwały, uparty Przemykam, przebiegam jak kot. W południe, po nocy, o świcie W zawieje, szarugę i skwar Po stokroć narażam swe życie Nadstawiam dziecinny swój kark. Pod pachą zgrzebny worek Na plecach zdarty łach I młode zwinne nogi A w sercu wieczny strach. Lecz wszystko trzeba ścierpieć I wszystko trzeba znieść By Państwo mogli jutro Do syta chleba mieć. Przez mury, przez dziury, przez cegły Po nocy, o świcie i w dzień Zuchwały, zgłodniały, przebiegły Przesuwam się cicho jak cień. A jeśli dłoń losu znienacka Dosięgnie mnie kiedyś w tej grze, To zwykła jest życia zasadzka, Ty, Mamo, nie czekaj już mnie. Nie wrócę już do Ciebie Nie dotrze z dala głos Uliczny pył pogrzebie Stracony dziecka los. I tylko jedną prośbą Na wargach grymas skrzepł Kto tobie, moja Mamo Przyniesie jutro chleb. | Подстрочный перевод Сквозь стены, через дыры, возле караула, Через проволоку, через развалины, через забор, Голодный, дерзкий, упрямый Скольжу, перебегаю, как кот. В полдень, ночью, на рассвете, В метель, ненастье и в жару, По сто раз рискую жизнью, Подставляю свою детскую шею. Простой мешок под мышкой, Рваное отрепье на спине, Молодые проворные ноги, А в сердце неизменно страх. Но всё нужно стерпеть, И всё надо снести, Чтобы ты могла завтра В достатке хлеба иметь. Сквозь стены, через дыры, через кирпич, Ночью, на рассвете и днём, Дерзкий, голодный, хитрый, Я двигаюсь тихо, как тень. А если рука судьбы в этой игре Когда-либо внезапно настигнет меня, Это будет как обычная ловушка жизни. Ты, мама, не жди меня. Я не вернусь уже к тебе, Голос издали не долетит. Уличная пыль покроет Потерянную детскую судьбу. И только один вопрос Застынет гримасой на губах: Кто тебе, моя мама, Принесёт завтра хлеб? |